# Flavoproteína
Las flavoproteínas son proteínas que contienen un nucleótido derivado de la vitamina B2: la flavín adenín dinucleótido (FAD) o flavín mononucleótido (FMN).

## Funciones
Las flavoproteínas están involucradas en una amplia gama de procesos biológicos, tales como:
1. Eliminación de catecolaminas.
2. Desempeño del axoplasma y axolema.
3. Síntesis proteica.
4. Hematopoyesis.
5. Estimula y libera fosfato de alta energía.

Las propiedades espectroscópicas del cofactor de flavina lo convierten en un marcador natural de los cambios que se producen en el sitio activo, lo que convierte a las flavoproteínas en una de las familias de enzimas más estudiadas.

## Las flavoproteínas como enzimas

riboflavina.

Las flavoproteínas se pueden definir, por lo tanto, como enzimas que catalizan reacciones de óxido-reducción utilizando flavina mononucleótido (FMN) o flavina adenina dinucleótido (FAD) como coenzima. Estas coenzimas, los nucleótidos de flavina, provienen de la vitamina riboflavina. 
La estructura de anillos fusionados de los nucleótidos de flavina (el anillo isoaloxazina) se reduce de manera reversible, aceptando uno o dos electrones en forma de uno o dos átomos de hidrógeno (cada átomo consiste en un electrón más un protón) desde un sustrato reducido. Las formas completamente reducidas se abrevian FMNH2 y FADH2. Cuando un nucleótido de flavina totalmente oxidado acepta sólo un electrón (un átomo de hidrógeno), se produce la forma semiquinona del anillo de isoaloxazina, abreviada FADH• y FMNH•.
Debido a que los nucleótidos de flavina tienen una especialidad química algo diferente de las coenzimas de nicotinamida (la capacidad de participar tanto en transferencia de uno como de dos electrones), las flavoproteínas intervienen en una mayor variedad de reacciones que las deshidrogenasas ligadas a NAD(P).

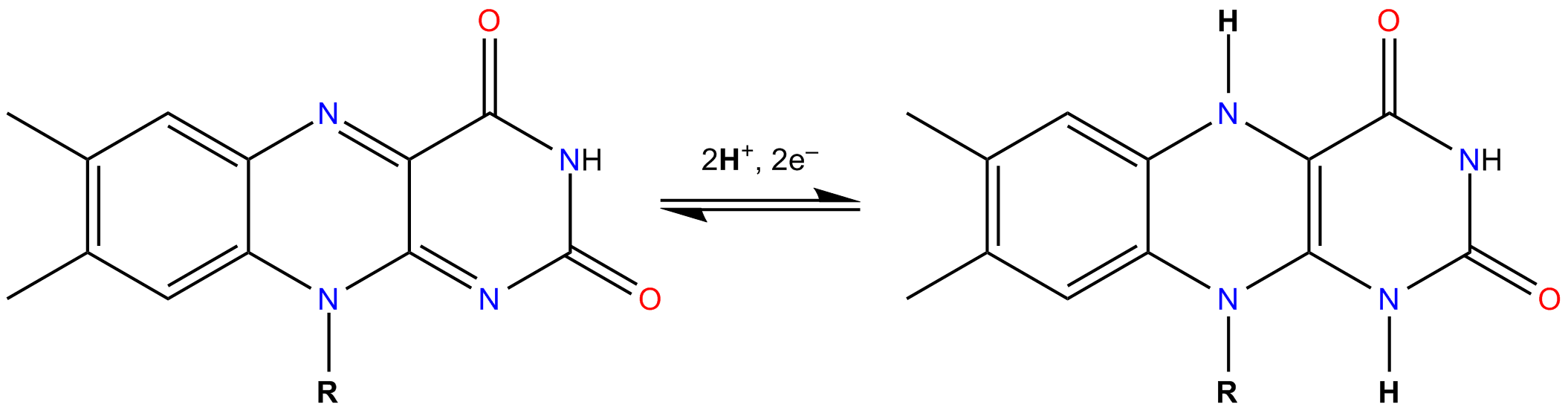
Equilibrio químico entre la forma oxidada (izquierda) y la forma reducida (derecha) de la flavina.

Al igual que las coenzimas de nicotinamida, cuando se reducen los nucleótidos de flavina experimentan un desplazamiento de una banda de absorción principal que también es útil para los bioquímicos que desean seguir reacciones en las que intervienen estas coenzimas. Las flavoproteínas totalmente reducidas (dos electrones aceptados) tienen generalmente un máximo de absorción cerca de 360 nm. Cuando están parcialmente reducidas (un electrón) adquieren otro máximo de absorción de 450 nm; cuando están totalmente oxidadas, la flavina tiene un máximo entre 370 y 440nm.

El nucleótido de flavina en la mayoría de las flavoproteínas está unido fuertemente a la proteína, y en algunas enzimas, tales como la succinato deshidrogenasa, lo está de manera covalente. 
Estas coenzimas fuertemente unidas se denominan propiamente grupos prostéticos. No trasfieren electrones difundiendo desde una enzima a otra; en lugar de ello, proporcionan un medio por el cual la flavoproteína puede retener temporalmente electrones mientras cataliza la transferencia de electrones desde un sustrato reducido a un aceptor de electrones.

## Características de las flavoproteínas
Una característica importante de las flavoproteínas es la variabilidad en el potencial de reducción estándar (E’º) del nucleótido de flavina ligado. La fuerte asociación entre el enzima y el grupo prostético confiere al anillo de flavina un potencial de reducción típico de aquella flavoproteína en particular, que es a veces muy diferente del potencial de reducción del nucleótido de flavina libre.
El FAD unido a la succinato deshidrogenasa, por ejemplo, posee un E’º cercano a 0,0 V, en comparación con -0,219 V para el FAD libre. El E’º para otras flavoproteínas va desde -0,40 V a +0,06 V. Las flavoproteínas son frecuentemente muy complejas; algunas tienen, además de un nucleótido de flavina; iones inorgánicos fuertemente unidos (hierro o molibedeno, por ejemplo) que pueden participar en transferencias de electrones.
Ciertas flavopoteínas actúan con un papel muy diferente como receptores de luz. Los criptocromos son una familia de flavoproteínas ampliamente distribuida entre las eucariotas que intervienen en los efectos de la luz azul sobren el desarrollo de las plantas y los efectos de la luz sobre los ritmos circadianos (oscilaciones en fisiología y bioquímica con un período de 24 horas) de los mamíferos. Son homólogos de otra familia de bacterias como eucariotas, las fotoliasas utilizan la energía absorbida de la luz para reparar defectos del DNA.

Según la estructura de sus sitios de unión, las flavoproteinas que unen FAD pueden clasificarse en más de 200 tipos diferentes.

## Descubrimiento
La primera mención de una flavoproteína en la literatura científica se remonta a 1879, cuando trabajando sobre la composición de la leche de vaca llevó al aislamiento de un pigmento de color amarillo brillante, que ahora conocemos como flavina, pero que fue denominado lactocromo en ese momento. A comienzos de los años 1930, este mismo pigmento se aisló de una variedad de fuentes, y fue reconocido como un componente de las vitaminas del grupo B. Su estructura se determinó casi simultáneamente por dos grupos en 1934, y se le dio el nombre de riboflavina, derivado de la cadena lateral de ribitil y el color amarillo de su sistema de anillos conjugado.
La primera evidencia de la necesidad de la flavina como cofactor enzimático ocurrió en 1935. Hugo Theorell y sus compañeros de trabajo demostraron que una proteína de levadura de color amarillo brillante, previamente identificada como esencial para la respiración celular, podría ser separado en apoproteína y un pigmento de color amarillo brillante. La apoproteína o pigmento por sí solo podían catalizar la oxidación de NADH, pero la mezcla de ambos restablecía la actividad enzimática. Sin embargo, la reemplazando los pigmentos aislados con riboflavina no restauraba la actividad, a pesar de ser indistinguibles bajo espectroscopia.
Esto condujo al descubrimiento de que la proteína estudiada necesitaba no de riboflavina sino de flavín mononucleótido para ser catalíticamente activa.
Experimentos similares con D-aminoácido oxidasa llevaron a la identificación de flavín adenín dinucleótido (FAD) como una segunda forma de flavina utilizada por las enzimas.